# Sør-Odal
Sør-Odal és un municipi situat al comtat d'Innlandet, Noruega. Té 7901 habitants (2016) i la seva superfície és de 517 km². El centre administratiu del municipi és el poble de Skarnes. És part del districte tradicional d'Odalen.

## Informació general
El municipi de Sør-Odal va ser establert l'1 de gener de 1838.

### Nom
L'últim element del nom prové de l'antic districte d'Odal (en nòrdic antic: Ódalr). El primer element de Sør- (que significa "sud") es va afegir el 1819 quan la parròquia d'Odal es va dividir en dues.

### Escut d'armes
L'escut d'armes és modern. Se'ls va concedir el 10 de gener de 1992. L'escut mostra tres claus daurades sobre un fons vermell. Representen les tres parròquies d'Oppstad, de Strøm, i d'Ulleren i les tres masses d'aigua d'aigua locals: el Glomma, l'Oppstadåa i el Storsjøen. La clau simbolitza justícia i coneixement. L'escut fou dissenyat per Harald Hallstensen.

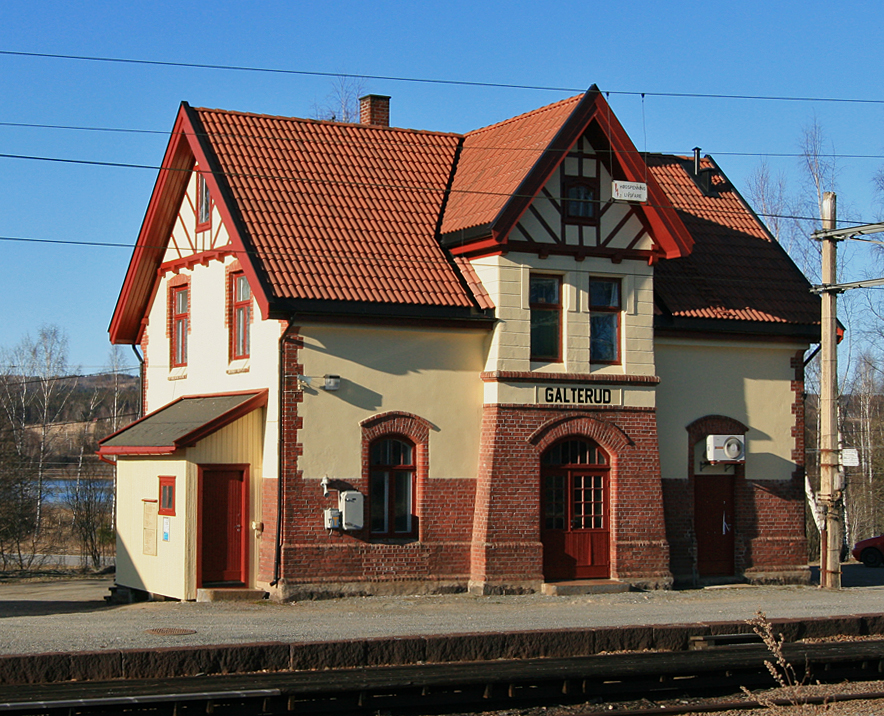
L'estació de tren de Galterud.

## Geografia
El municipi és una comunitat rural situada al llarg del riu Glomma, i a la riba sud del llac Storsjøen. Limita al sud amb el municipi d'Eidskog, a l'est amb Kongsvinger, i al nord amb Nord-Odal i Grue. El terreny està dominat per turons, llacs i boscos de pi roig.

## Economia
L'economia es basa en una barreja de manufactura, l'agricultura i els serveis. Skarnes, el centre municipal, té una connexió de tren amb Oslo.

## Fills il·lustres
- Øystein Sunde, un important poeta noruec.
- Peder Sather, que va emigrar als Estats Unitsm, va fundar el Sather Tower al UC Berkeley, a Califòrnia.
- Martin Linnes, futbolista noruec

## Ciutats agermanades
Sør-Odal manté una relació d'agermanament amb les següents localitats: 
- - Viitasaari, Länsi-Suomi, Finlàndia